# Phlegmariurus shangsiensis
Phlegmariurus shangsiensis är en lummerväxtart som beskrevs av Chun Y. Yang. Phlegmariurus shangsiensis ingår i släktet Phlegmariurus och familjen lummerväxter. Inga underarter finns listade i Catalogue of Life.